# 제26전투비행단 슐라게터
제26전투비행단 슐라게터(독일어: Jagdgeschwader 26 „Schlageter“; JG 26)은 제2차 세계 대전 당시 독일 국방군 공군의 부대 중 하나이다. 주로 서부 전선에서 영국, 프랑스, 미국군과 싸웠지만 소련군과 싸우기도 했다. 별명 "슐라게터"는 제1차 세계 대전 참전군인이자 자유군단원으로서 프랑스에서 사보타지 공작을 하다 붙잡혀 죽은 알베르트 레오 슐라게터의 이름을 붙인 것이다.

## 지휘관

### 비행단장
1. 대령 에두아르트 리터 폰 슐라이히 (1938년 11월 1일 – 1939년 12월 9일)
2. 소령 한스 후고 비트 (1939년 12월 14일 – 1940년 6월 23일)
3. 소령 고타르트 한드리크 (1940년 6월 24일 – 1940년 8월 21일)
4. 중령 아돌프 갈란트 (1940년 8월 22일 – 1941년 12월 5일)
5. 소령 게르하르트 쇠펠 (1941년 12월 6일 – 1943년 1월 10일)
6. 대령 요제프 프릴러 (1943년 1월 11일 – 1945년 1월 27일)
7. 소령 프란츠 괴츠 (1945년 1월 28일 – 1945년 5월 7일)

### 비행집단장

#### 제1비행집단
1. 소령 고타르트 한드리크 (1939년 5월 1일 – 1940년 6월 23일)
2. 대위 쿠르트 피셔 (1940년 6월 24일 – 1940년 8월 21일)
3. 대위 롤프 핑겔 (1940년 8월 22일 – 1941년 7월 10일)
4. 소령 요하네스 자이페르트 (1941년 7월 11일 – 1943년 5월 31일)
5. 대위 프리츠 로지크카이트 (1943년 6월 1일 – 1943년 6월 22일)
6. 대위 카를 보리스 (1943년 6월 23일 – 1944년 5월 14일)
7. 대위 헤르만 슈타이거 (1944년 5월 15일 – 1944년 7월 31일)
8. 소령 카를 보리스 (1944년 8월 1일 – 1945년 5월 7일)

#### 제2비행집단
1. 대위 베르너 팔름 (1939년 5월 1일 – 1939년 6월 27일)
2. 대위 헤어비히 크뉘펠 (1939년 6월 28일 – 1940년 5월 19일)
3. 대위 카를 에비히하우젠 (1940년 5월 20일 – 1940년 5월 31일)
4. 대위 에리히 노아크 (1940년 6월 1일 – 1940년 7월 24일)
5. 대위 카를 에비히하우젠 (1940년 7월 25일 – 1940년 8월 16일)
6. 대위 에리히 보데 (1940년 8월 17일 – 1940년 3월 10일)
7. 대위 발터 아돌프 (1940년 10월 4일 – 1941년 9월 18일)
8. 대위 요아힘 뮌헤베르크 (1941년 9월 19일 – 1942년 7월 21일)
9. 대위 코니 마이어 (1942년 7월 22일 – 1943년 1월 2일)
10. 소령 빌헬름페르디난트 갈란트 (1943년 1월 3일 – 1943년 8월 17일)
11. 대위 요하네스 나우만 (1943년 8월 18일 – 1943년 9월 8일)
12. 중령 요하네스 자이페르트 1943년 9월 9일 – 1943년 11월 25일)
13. 소령 빌헬름 게트 (1943년 11월 26일 – 1944년 3월 1일)
14. 대위 요하네스 나우만 (1944년 3월 2일 – 1944년 6월 28일)
15. 대위 에밀 랑 (1944년 6월 29일 – 1944년 9월 3일)
16. 대위 게오르크페터 에더 (1944년 9월 4일 – 1944년 10월 8일)
17. 소령 안톤 하클 (1944년 10월 9일 – 1945년 1월 29일)
18. 중령 발데마르 라데너 (1945년 1월 30일 – 1945년 2월 22일)
19. 대위 파울 샤우더 (1945년 2월 23일 – 1945년 5월 1일)

#### 제3비행집단
1. 대위 발트 키니츠 (1939년 9월 23일 – 1939년 10월 31일)
2. 소령 에른스트 폰 베르크 남작 (1939년 11월 1일 – 1940년 6월 5일)
3. 소령 아돌프 갈란트 (1940년 6월 6일– 1940년 8월 20일)
4. 소령 게르하르트 쇠펠 (1940년 8월 21일 – 1941년 12월 5일)
5. 대위 요제프 프릴러 (1941년 12월 6일 – 1943년 1월 10일)
6. 대위 프리드리히 가이스하르트 (1943년 1월 11일 – 1943년 4월 6일)
7. 대위 쿠르트 루페르트 (1943년 4월 7일 – 1943년 6월 13일)
8. 대위 롤프 헤르미헨 (1943년 6월 15일 – 1943년 7월 4일)
9. 소령 클라우스 미투슈 (1943년 7월 5일 – 1944년 9월 17일)
10. 대위 파울 샤우더 (1944년 9월 18일 – 1944년 9월 26일)
11. 대위 발터 크루핀스키* (1944년 9월 27일 – 1945년 3월 25일)

#### 제4비행집단
1. 소령 루돌프 클렘 (1945년 2월 25일 – )